# Labraunda

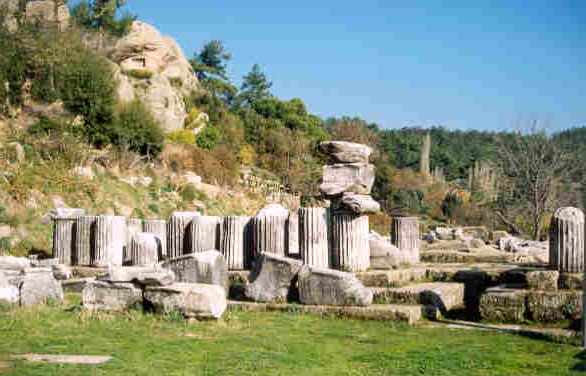
Zentraler Tempel des karischen Hauptgottes Zeus Labraundos (2003)

Labraunda oder Labranda (altgriechisch Λάβραυνδα, Λάβρανδα) ist ein antikes Heiligtum des Zeus Labraundos in Karien. Es liegt in der heutigen Südwesttürkei in der Provinz Muğla, etwa 14 Kilometer nördlich der Stadt Milas, des antiken Mylasa, in den Bergen des Beşparmak Dağları, dem antiken Latmosgebirge. Die Reste des zyklopenartigen Mauerwerks des Heiligtums stehen rund 700 Meter über Meereshöhe auf einer dem Tal halb abgewandten Plattform und ragen vor einer durch einen urzeitlichen Blitzeinschlag gespaltenen Felswand auf. Von Mylasa führte ehemals eine ausgebaute Prozessionsstraße zur Anlage, die noch heute von der Stadt aus sichtbar ist.
Der lokale Beiname des Zeus Labraundos geht auf das vorgriechische Wort labrys zurück, der kultischen Doppelaxt, die in Labraunda sein Attribut war, aber bereits vor den Karern von den Minoern auf der Insel Kreta und den Hethitern in Kleinasien verwendet wurde. In der karischen Sprache wurde das „au“ in Labraunda getrennt gesprochen, mit betontem „a“ und fast lautlosem „u“. Bereits um 425 v. Chr. erwähnte der griechische Geschichtsschreiber Herodot aus dem benachbarten Halikarnassos, das Heiligtum als „Labraunda“.

## Örtlichkeit

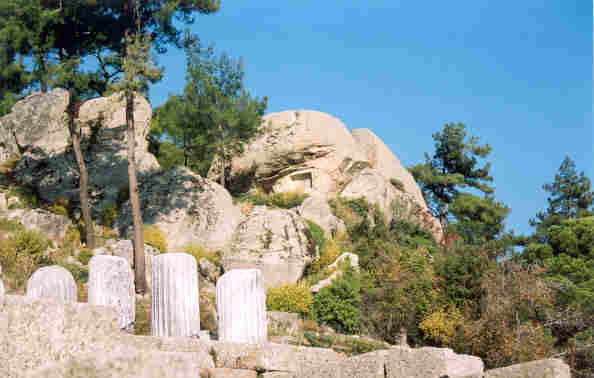
Felsengräber am Heiligtum (2003)

Vom Heiligtum sind noch die mächtigen Einfassungsmauern erhalten sowie auf gestaffelten Terrassen die Reste des zentralen Tempels des Gottes Zeus, des monumentalen Treppenaufgangs, der dorischen Eingangsgebäude, des als Orakel dienenden Wasserbeckens der Quelle sowie des Säulenganges. Es gab hier keine Siedlung, nur Behausungen der Priester des Heiligtums und ihrer Arbeiter, Sklaven und Bauern. Außer den Grundmauern zahlreicher Gebäude finden sich einige Felsengräber in der überragenden Felswand.

## Geschichte
Die Blütezeit Labraundas als Heiligtum des karischen Gottes Zeus Labraundos war von 377 bis 344 v. Chr. in der Zeit des hekatomnidischen Königs Maussolos und seines Bruders Idrieus. Es war durch eine 14 Kilometer lange, ausgebaute Kultstraße mit der damaligen Hauptstadt Mylasa (heute Milas) verbunden.
Die ältesten Teile Labraundas gehen bis auf das 7. Jahrhundert v. Chr. zurück. Die meisten der heute noch sichtbaren Bauten wurden unter Maussolos und Idrieus errichtet. Zehn Jahre nach Idrieus Tod wurde Karien 334 v. Chr. von Alexander dem Großen erobert, nach dessen Tod hatte es in den Kriegen der Diadochenreiche wechselnde Herrscher, was zum Niedergang des örtlichen Kultes führte; im Laufe der Zeit geriet er in Vergessenheit.

## Tempel des Zeus Labraundos

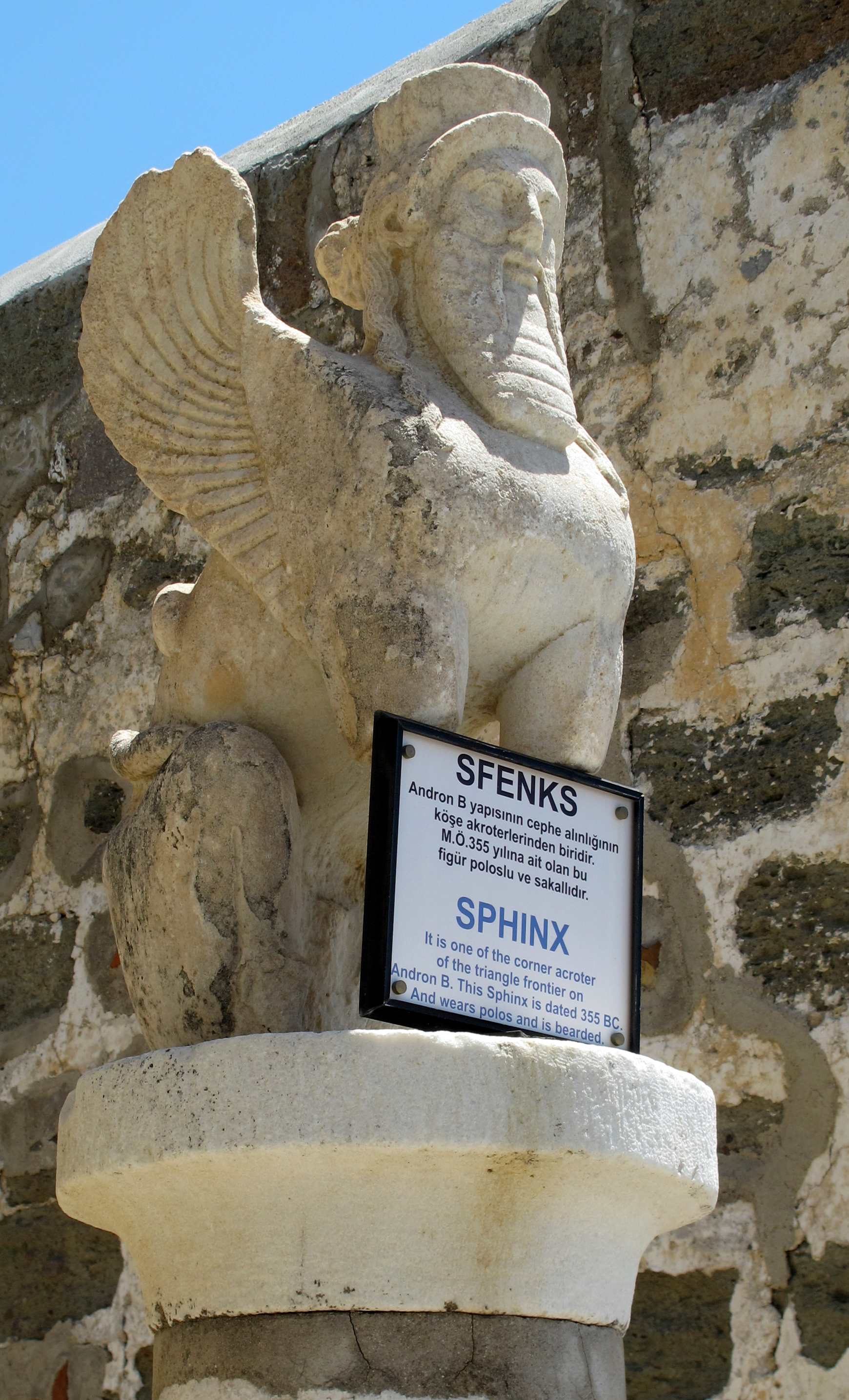
Männlicher Sphinx aus dem Zeustempel (355 v. Chr., 1 Meter hohe Dachverzierung im persischen Stil; Archäologisches Museum in Bodrum)

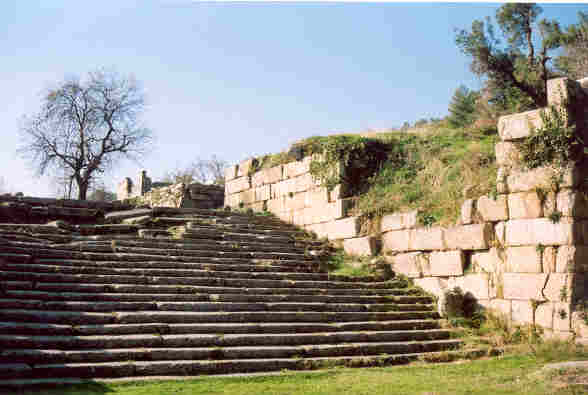
Treppenanlage, 12 Meter breit (2003)

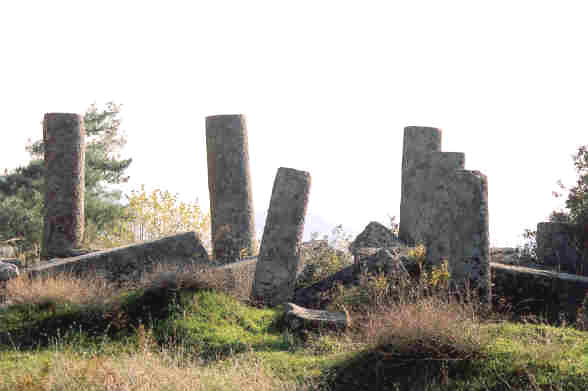
Landschaft am Heiligtum (2003)

Koordinaten: 37° 25′ 9,2″ N, 27° 49′ 9,9″ O
An der Stelle eines kleinen Tempels aus dem Beginn des 5. vorchristlichen Jahrhunderts veranlasste König Maussolos 377 v. Chr. in Labraunda den Bau eines größeren Tempels aus Marmor, der nach einem weiteren Umbau 344 v. Chr. fertiggestellt wurde. Er war ein sogenannter Ringhallentempel (Peripteros) kleinasiatisch-ionischer Bauordnung mit je sechs Säulen an den Schmal- und acht Säulen an den Langseiten. Laut einer aufgefundenen Inschrift weihte Maussolos’ Bruder und Nachfolger Idrieus den Tempel dem Zeus Labraundos, der auch unter dem Namen Zeus Stratios verehrt wurde. Der Tempel wurde von schwedischen Archäologen von 1948 bis 1960 zusammen mit den umliegenden Anlagen ausgegraben und erforscht.
Um die bis zu 3 Tonnen schweren Marmorblöcke auf den Berg (700 m hoch) zu transportieren, ließ Maussolos zunächst den 14 km langen Weg bis zur damaligen Hauptstadt Mylasa (heute Milas) befestigen. Die grob vorbehauenen Blöcke wurden auf gezogenen Schlitten und Gespannen von einem Steinbruch auf der anderen Seite von Mylasa herangeschafft und am Platz des Heiligtums weiter bearbeitet. Der größte Marmorblock misst 52 × 63 × 480 cm und dürfte 5,5 Tonnen wiegen. Im gesamten Heiligtum wurden 134 griechische Inschriften  gefunden, einige mit genauen Jahresangaben.
Der griechische Schriftsteller Plutarch berichtete um 100 n. Chr. in seiner Schriftensammlung Moralia von einer Doppelaxt, die der griechische Held Herakles der Amazonenkönigin Hippolyte abgenommen habe und die schließlich in der Zeit des sagenhaften lydischen Königs Gyges (vermutlich um 650 v. Chr.) nach Karien gebracht worden sei. Hier habe Arselis, ein Gefolgsmann des Gyges, eine Zeusstatue anfertigen lassen, welche die Amazonenaxt in einer Hand gehalten hätte. Nach der angeblich lydischen Bezeichnung Labrys für eine Doppelaxt habe er dem karischen Zeus den Beinamen Labraundos gegeben (andere Schreibweisen: Labrandeus, Labrayndus). Nach Strabon war die Statue aus Holz, also ein Xoanon, und der Name des Zeus war Stratios. Aelian schließlich sagt, dass das Zeusbild ein Schwert gehalten hätte. Auf Münzen ist Zeus Labraundos immer mit Doppelaxt dargestellt.
Die Karer verehrten ihren Hauptgott auch als Zeus Karios („Gott der Karer“) oder Zeus Stratios („Gott des Krieges“); der antike römische Lehrer Aelian schreibt um 200 n. Chr., sie wären die ersten gewesen, die aus dem Krieg ein Geschäft gemacht und als bezahlte Soldaten (Söldner) gearbeitet hätten.

## Fischorakel
Labraunda, berühmt für sein heilkräftiges Quellwasser, war auch der Ort eines Fischorakels: Die wahrsagenden „Medien“ schwammen in einem quadratischen Wasserbecken und konnten Fragen mit „ja“ oder „nein“ beantworten, abhängig davon, ob sie das angebotene Futter annahmen oder verweigerten (siehe auch das Fischorakel des Apollon im lykischen Sura). Die Fische sollen laut Älian goldene Halsbänder und Ringe getragen haben.